# レムラード・ソース

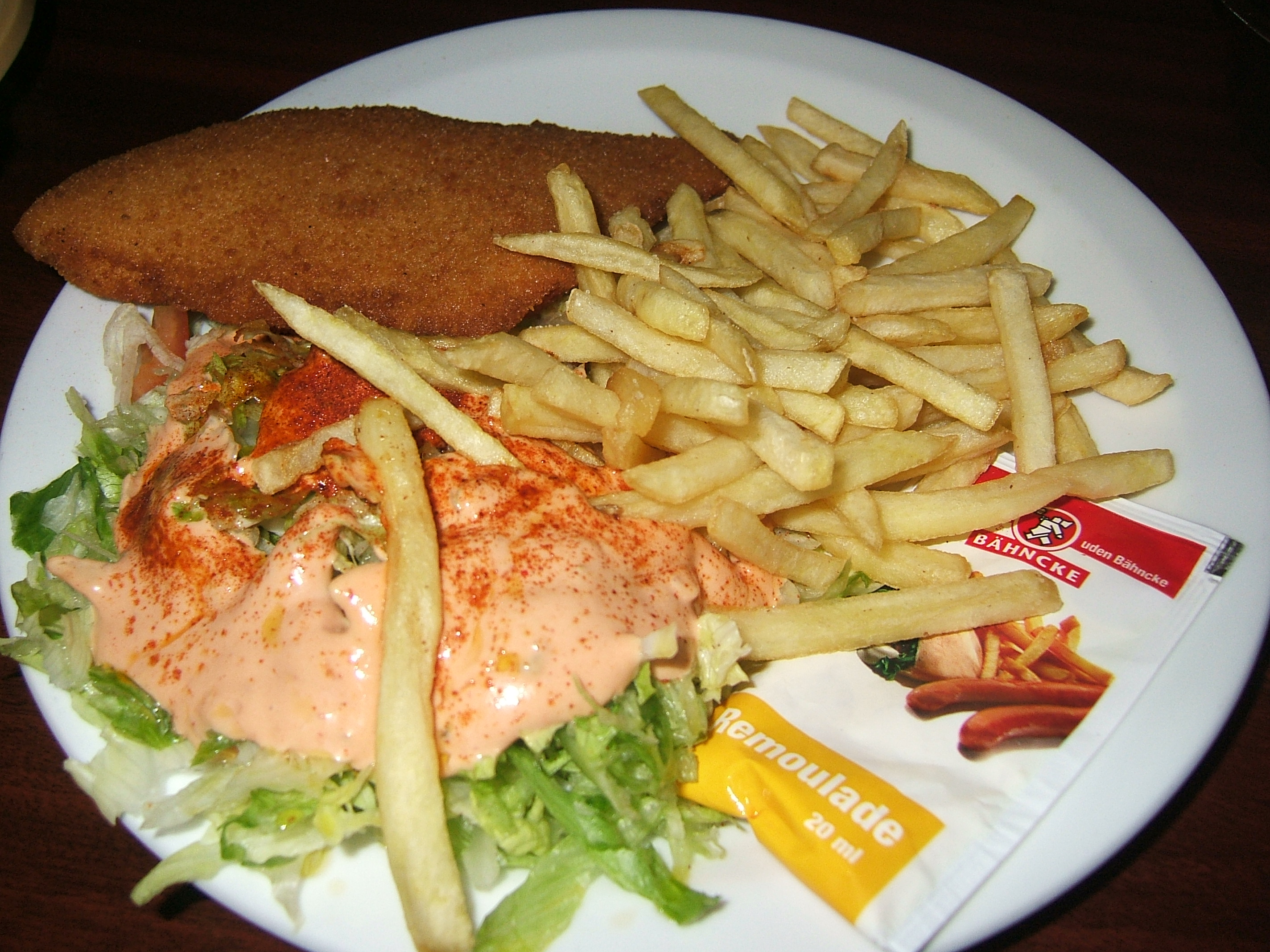

レムラード・ソース（仏: rémoulade）は、フランス料理に使われるマヨネーズから派生したソースの一つ。マヨネーズにマスタード、ピクルス、ケイパー、ハーブなどを加えて作る。日本語ではレムーラードとも表記される。
語源について『フランス食の事典』においては2種類が示される。黒大根を表すピカルディ方言の rémola に行為を表す語尾 ade が付いたとする説と、やわらかくするというラテン語 remollire から派生したイタリア語 remolata を語源とする説がある。ただし、レムラードは黒大根もホースラディッシュも加えないし、イタリア語のレモラータが表すような馬用の軟膏でもない。

## 調理例
以下、クックパッドによる調理例を示す
材料
- マヨネーズ 150g
- フレンチ/ディジョンマスタード 小2
- アンチョビペースト チューブを絞って2cm
- ケッパー 大1と1/2
- チャービル、タラゴン、パセリ、チャイブ 組み合わせてみじん切り 計大2
- タラゴンビネガー 小2
- タマネギのみじん切り 大1
- おろしニンニク 1かけ分
- 粗引きブラックペッパー 少々

作り方

1. ケッパーはさっと洗って水気を絞ってから粗く刻む。
2. 器にアンチョビペーストをビネガーでのばす。残りの材料を全て加え良く混ぜ合わせる。